# 脂巨口鱼
脂巨口鱼（学名：Opostomias mitsuii）为輻鰭魚綱巨口魚目巨口鱼科脂巨口鱼属的鱼类。分布于日本以及东海冲绳海槽等，屬深海魚類，棲息深度60-500公尺，體長可達36公分。该物种的模式产地在日本相模湾真鹤外海。